# باشگاه فوتبال آتلانتی
باشگاه فوتبال آتلانتی یک باشگاه فوتبال حرفه‌ای است که در مکزیکوسیتی، مکزیک واقع شده است. آتلانتی که در سال ۱۹۱۶ تأسیس شد، از اعضای اصلی لیگ برتر مکزیک در سال ۱۹۴۳ بود.
آتلانتی سه قهرمانی لیگ ملی را به دست آورده است، دو قهرمانی از خانه اصلی خود در مکزیکوسیتی، و آخرین مورد پس از نقل مکان آنها به کانکون در سال ۲۰۰۷ قبل از بازگشت به مکزیکوسیتی. آنها همچنین سه بار برنده جام حذفی مکزیک و دو بار برنده لیگ قهرمانان کونکاکاف شدند.
آتلانتی در حال حاضر پس از سقوط از لیگ دسته برتر مکزیک در پایان فصل ۱۴–۲۰۱۳، در لیگ آسنسیو مکزیک رقابت می‌کند. آنها برنده آپرتورا ۲۰۲۱ و آپرتورا ۲۰۲۲ شدند.

## حضور در جام باشگاه‌ها
آتلانتی با قهرمانی در لیگ قهرمانان کونکاکاف ۰۹–۲۰۰۸ جواز حضور در جام باشگاه‌های جهان ۲۰۰۹ را پیدا کرد. این تیم مسابقات را از مرحله یک‌چهارم نهایی شروع کرد. حریف اول این تیم، آوکلند سیتی بود. این بازی که ۷،۰۰۰ تماشاگر از نزدیک آن را تماشا کردند، با برد ۳–۰ آتلانتی همراه بود. در نیمه نهایی، آتلانتی مقابل تیم قدرتمند بارسلونا ایستاد و با وجود گل دقیقه ۵ گیلرمو روخاس، در نهایت با ۳ گل از سرخیو بوسکتس، لیونل مسی و پدرو رودریگز با نتیجه ۳–۱ بازنده شد و مجبور شد در رده‌بندی برای مقام سوم شرکت کند. در رده بندی، آتلانتی مقابل نماینده آسیا، پوهانگ استیلرز قرار گرفت. این بازی در پایان وقت قانونی با نتیجه ۱–۱ مساوی شد و پوهانگ استیلرز در ضربات پنالتی ۴–۳ آتلانتی را شکست داد. آتلانتی با وجود دریافت رتبه چهارم، جایزه بازی جوانمردانه را بدست آورد.

## افتخارات

### قهرمانی‌های داخلی
- لیگ دسته برتر مکزیک: ۳

۴۷–۱۹۴۶، ۹۳–۱۹۹۲، آپرتورا ۲۰۰۷
نایب قهرمانی (۴): ۴۶–۱۹۴۵، ۵۰–۱۹۴۹، ۵۱–۱۹۵۰، ۸۲–۱۹۸۱
- لیگ آسنسیو: ۰

نایب قهرمانی (۱): آپرتورا ۲۰۱۵
- لیگ دسته دوم مکزیک: ۲

۷۷–۱۹۷۶، ۹۱–۱۹۹۰
- لیگ ملی آماتور: ۲

۳۲–۱۹۳۱، ۴۱–۱۹۴۰
- جام حذفی مکزیک: ۳

۴۲–۱۹۴۱، ۵۱–۱۹۵۰، ۵۲–۱۹۵۱
نایب قهرمانی (۶): ۴۳–۱۹۴۲، ۴۴–۱۹۴۳، ۴۶–۱۹۴۵، ۴۹–۱۹۴۸، ۶۳–۱۹۶۲، کلاوسورا ۲۰۱۳
- جام کمپئونز: ۲

۱۹۴۲، ۱۹۵۲
نایب قهرمانی (۲): ۴۷–۱۹۴۶، ۵۱–۱۹۵۰
- لیگ گسترش مکزیک: ۲

آپرتورا ۲۰۲۱، آپرتورا ۲۰۲۲
نایب قهرمانی (۱): گاردینز ۲۰۲۰

### قهرمانی‌های بین‌المللی
- لیگ قهرمانان کونکاکاف: ۲

۱۹۸۳، ۰۹–۲۰۰۸
نایب قهرمانی (۱): ۱۹۹۴
- جام باشگاه‌های جهان: ۰

مقام چهارم (۱): ۲۰۰۹